# Alice Bailey
Pour les articles homonymes, voir Bailey et A.A.B..
Alice Ann Bailey, (née Alice LaTrobe Bateman, 16 juin 1880 à Manchester - 15 décembre 1949), était une autrice occultiste britannique.
Par son usage fréquent et précurseur de l'expression « New Age » dans ses ouvrages, souvent présentée comme l'une des fondatrices du mouvement New Age,, elle en est à tout le moins l'une des plus prolifique propagandistes. Alice Bailey a écrit plus d'une vingtaine d'ouvrages traitant d'occultisme et d'ésotérisme, ainsi que des articles qui furent publiés par le Lucis Trust, organisation spiritualiste mondiale qu'elle fonda en 1922 avec son époux, Foster Bailey, et quelques amis.

## Biographie
Élevée dans une famille de riches industriels, elle reçoit l'éducation destinée aux gens de son milieu avant de se donner pour première mission l'évangélisation des pauvres, ce qui l'amène plus tard en Inde à rencontrer de grandes personnalités et des maîtres spirituels. 
En 1915 elle entre en contact avec la Société théosophique dans laquelle elle s'engage activement. À partir de 1919, elle dit se trouver en contact télépathique avec le « Maître tibétain Djwhal Khul » (sous l'inspiration duquel elle rédige la plupart de ses ouvrages). Elle quitte ensuite la Société théosophique pour fonder sa propre maison d'édition: le Lucis Trust en 1922, puis, en 1923, L'École d'Arcane, une école d'entrainement spirituel d'avant-garde. Durant toutes ces années, elle fréquente de nombreux groupes engagés vers l'établissement d'un « monde de paix ». Par exemple, en 1931, elle fait la rencontre de Roberto Assagioli, créateur de la psychosynthèse qui devient le représentant de l'École d'Arcane en Italie. 
L'astrologie ésotérique fait également partie des enseignements de la "Sagesse sans âge" d'Alice Bailey, qu'elle disait avoir été transmise par Djwhal Khul. Les astrologues ésotériques qui suivent les enseignements de Bailey basent généralement leur travail sur son Traité des sept rayons en cinq volumes, en particulier le troisième qui se concentre sur l'astrologie. Son astrologie ésotérique traite de l'évolution de la conscience de l'âme et des obstacles à cette évolution.  
En 1937, elle fait connaître au monde une prière ou "mantram" ésotérique : La Grande Invocation, utilisée aujourd'hui dans le monde entier par de multiples groupes New Age,.
Sur son site internet et ses publications, le Lucis Trust affirme avoir un rôle consultatif auprès de l'ONU à travers l'organisation non gouvernementale Bonne Volonté Mondiale (World Goodwill). Le Lucis Trust se définit comme une organisation spiritualiste dont le but est d'apporter une solution aux problèmes de l'humanité par l'unification planétaire sous l'égide d'un gouvernement mondial, et la préparation de la venue du Christ, l'Instructeur d'une religion mondiale, appelé aussi Imam Mahdi ou Maitreya.
À ce propos, Alice Bailey déclare que « le retour du Christ s’exprimera d’abord par une montée de la conscience christique dans le cœur des hommes » (cf. L’Etat de disciple dans le nouvel âge, t.  II, p. 171 – Enseignements sur la méditation). Mais elle précise que le Christ utilisera également les moyens modernes de communication : « La radio, la presse, la diffusion des nouvelles rendront sa venue différente de celle des Messagers antérieurs. Les moyens de transports rapides, bateaux, trains et avions, le rendront accessible à des milliers d’individus qui pourront l’approcher. Grâce à la télévision son visage pourra devenir familier à tous » (cf. Le Retour du Christ, p. 16 – L’occasion unique du Christ). Selon Alice Bailey, le Christ utiliserait donc un mayavirupa (ou « corps de manifestation ») afin que chacun puisse le voir même sur le plan physique (cf. Traité sur le Feu cosmique, p 759 – Elémentals de la pensée et du feu). Le Christ dont il est question ici est un « messager de Dieu » (Christos, en grec, étant la traduction du mot « Messie » venu de l'hébreu, qui veut dire « oint »), et ne fait pas référence exclusivement à la religion chrétienne. Alice Bailey l’appelle parfois Maitreya (attendu par les bouddhistes), ou Avatar Kalki (attendu par les hindouistes), ou Imam Mahdi (attendu par les chiites), et qualifie sa fonction d’Instructeur mondial.

## Critiques
Le philosophe Michel Lacroix considère qu'Alice Bailey n'a pas inventé mais plagié le New Age. En effet, dans l'Angleterre de l'après Édouard VII, naissait sous la direction du socialiste A.R. Orage une revue intitulée New Age. Le père Jean Vernette, quant à lui, déclare dans son livre Le New Age que « c'est une idée ancienne reformulée par Paul Le Cour, Papus, H.P. Blavatsky, A.A. Bailey (...) »[réf. nécessaire].
L'enseignement d'Alice Bailey continue d'être diffusé et étudié au travers de l'École Arcane et de sa maison d'édition le Lucis Trust (en) ; même si certaines autorités dans différents pays les classent comme organes de propagande sectaire leur rôle est sans cesse grandissant dans le monde et pressenti dans les divers changements mondiaux[réf. nécessaire].

### Titres attribués au maître tibétain, Djwal Khul
- 01 - Initiation humaine et solaire (186 pages) (1922)
- 02 - Lettres sur la méditation occulte (360 pages) (1922)
- 03 - Traité sur le feu cosmique (1084 pages) (1925)
- 04 - Traité sur la magie blanche (479 pages) (1934)
- 05 - L'État de disciple dans le Nouvel Âge, vol. I (895 pages) (1944)
- 06 - L'État de disciple dans le Nouvel Âge, vol. Il (726 pages) (1945)
- 07 - Les Problèmes de l'humanité (194 pages) (1947)
- 08 - Le Retour du Christ (154 pages) (1948)
- 09 - La Destinée des nations (142 pages) (1949)
- 10 - Le Mirage, problème mondial (190 pages) (1950)
- 11 - La Télépathie et le Corps éthérique (199 pages) (1950)
- 12 - Éducation dans le Nouvel Âge (130 pages) (1954)
- 13 - Extériorisation de la hiérarchie (627 pages) (1957)

#### Traité sur lesSept Rayons(1936-1960)
- 14 - Vol. I - Psychologie ésotérique I (420 pages) (1936)
- 15 - Vol. II - Psychologie ésotérique II (692 pages) (1942)
- 16 - Vol. III - Astrologie ésotérique (609 pages) (1951)
- 17 - Vol. IV - Guérison ésotérique (557 pages) (1953)
- 18 - Vol. V - Les Rayons et les Initiations (621 pages) (1960)

### Ouvrages d'Alice Bailey
- La Conscience de l'atome (1922)
- La Lumière de l’âme (1927) (Les Yoga-sutra de Patanjali, paraphrasés par le Tibétain et commentés par Alice Bailey)
- L'Ame et son mécanisme (1930)
- De l'intellect à l'intuition (1932)
- De Bethléem au Calvaire (1937)
- Le retour du Christ (1957)
- Les Travaux d'Hercule (1974) (textes descriptifs des travaux paraphrasés par le Tibétain et commentés par Alice Bailey)
- Autobiographie inachevée (1951)
- Réfléchissez-y (compilation posthume d'extraits de ses œuvres)
- Une compilation sur la sexualité (compilation posthume d'extraits de ses œuvres)
- Les Sept Rayons de vie (1995) (compilation posthume d'extraits de ses œuvres)
- Le Septième Rayon (1995) (compilation posthume d'extraits de ses œuvres)
- Le Royaume animal (2005) (compilation posthume d'extraits de ses œuvres)
- Servir l'humanité (1972) (compilation posthume d'extraits de ses œuvres)
- La Mort, la grande aventure" (1985) (compilation posthume d'extraits de ses œuvres)
- Master Index of the Books of Alice A. Bailey (1974) (793 pages- aujourd'hui uniquement en anglais)

### Études sur Alice Bailey ou le New Age
- Marc-Alain Descamps, Rencontres avec douze femmes remarquables, Alphée, 2006, p. 27-39.
- Michel Lacroix, La spiritualité totalitaire : le New Age et les sectes, Paris, Plon, 1995
- Michel Lacroix, L'idéologie du New Age, Paris, Plon, 1996
- Jean Vernette, Le New Age, Presses Universitaires de France, 1992

### À propos de la pagination des œuvres
Traduites en beaucoup de langues à travers le monde, les œuvres de l'auteur comportent au milieu des pages des notes de références généralement notées en gras. Ces notes sont en fait une référence à la numérotation des pages du texte original anglais, figurant dans le libellé même du texte (par exemple : et donc que le travail qui l'avait 314 occupé en tant qu'âme ...) - figurant que ce passage situé à la page 252 du texte français du titre : Les Rayons et les Initiations, se chevauche en réalité sur la page 314 du texte écrit en version originale anglaise). Ce système a l'avantage de permettre le référencement universel en rapport à l'anglais du texte d'origine.

### Articles liés
- Théosophie
- New Age
- David Icke